# فامفاكوفيتون (سيرري)
فامفاكوفيتون (Βαμβακόφυτον) هي مدينة في سيرري في مقاطعة فوريا إلادا في اليونان.
يبلغ عدد سكانها حوالي 1054 نسمة.